# Trabajos del Museo Comercial de Venezuela
Trabajos del Museo Comercial de Venezuela (abreviado Trab. Mus. Comercial Venezuela) fue una revista ilustrada con descripciones botánicas que fue editada en Caracas (Venezuela) por el Museo Comercial de Venezuela. Fueron publicados 8 números desde el año 1927 a 1931. 